# Bayon-sur-Gironde
Pour les articles homonymes, voir Bayon.
Bayon-sur-Gironde [bajɔ̃ syʁ ʒiʁɔ̃d] est une commune du Sud-Ouest de la France, située dans le département de la Gironde en région Nouvelle-Aquitaine.
Ses habitants sont appelés les Bayonnais.

## Géographie

### Localisation
1. Carte dynamique
2. Carte Openstreetmap
3. Carte topographique
4. Carte avec les communes environnantes

Bayon-sur-Gironde est une commune girondine située sur le vignoble des Côtes-de-Bourg.
Elle se place à la confluence de la Dordogne et de la Garonne, en amont de la Gironde. Son territoire englobe une partie méridionale de la Grande Ile, autrefois appelée Ile Cazeau, réunie à l'Île Verte et l'Ile du Nord au milieu du XIXe siècle par des digues et des remblaiements. Il englobe également l'extrémité nord de la pointe du Bec d'Ambès, aménagée en zone industrielle. La partie fluviale et insulaire à l'aval du Bec d'Ambès est englobée dans le périmètre du parc naturel marin de l'estuaire de la Gironde et de la mer des Pertuis.
Son territoire se compose à 54,3 % d'eaux maritimes et continentales et de zones humides maritimes.
Placé en rive droite de la Dordogne, son territoire continental est :
- traversé par le ruisseau de Lalibarde[2] ou de Gourrou, prenant sa source sur la commune de Comps,
- longé par le ruisseau de Honziou[3], matérialisant la limite communale nord-est avec Saint-Seurin-de-Bourg.

### Communes limitrophes
Les communes limitrophes sont  Ambès, Comps, Gauriac, Macau, Margaux-Cantenac, Saint-Seurin-de-Bourg et Samonac.
| Gauriac          | Comps             | Samonac               |
| Margaux-Cantenac | Bayon-sur-Gironde | Saint-Seurin-de-Bourg |
| Macau            |                   | Ambès                 |

### Géologie et relief
Le territoire se décompose en trois entités :
- l'espace fluvial et insulaire, constitué de molasses en profondeur et de dépôts alluvionnaires en surface;
- le coteau calcaire, présentant un relief de falaise, passant de 5 à 50 m ;
- le plateau vallonné, constitué de couches calcaires en profondeur, recouvertes d'une couche argileuse, à l'origine d'un aléa de mouvement de terrain par retrait-gonflement des sols. Les sols y sont propices à la vigne.

### Climat
Pour des articles plus généraux, voir Climat de la Nouvelle-Aquitaine et Climat de la Gironde.
Historiquement, la commune est exposée à un climat océanique aquitain.  
En 2020, Météo-France publie une typologie des climats de la France métropolitaine dans laquelle la commune est exposée à un climat océanique et est dans la région climatique  Aquitaine, Gascogne, caractérisée par une pluviométrie abondante au printemps, modérée en automne, un faible ensoleillement au printemps, un été chaud (19,5 °C), des vents faibles, des brouillards fréquents en automne et en hiver et des orages fréquents en été (15 à 20 jours).
Pour la période 1971-2000, la température annuelle moyenne est de 13 °C, avec une amplitude thermique annuelle de 14,1 °C. Le cumul annuel moyen de précipitations est de 880 mm, avec 12,4 jours de précipitations en janvier et 6,7 jours en juillet. Pour la période 1991-2020, la température moyenne annuelle observée sur la station météorologique la plus proche, située sur la commune de Saint-Gervais à 11,47 km à vol d'oiseau, est de 13,9 °C et le cumul annuel moyen de précipitations est de 824,9 mm,. Pour l'avenir, les paramètres climatiques de la commune estimés pour 2050 selon différents scénarios d’émission de gaz à effet de serre sont consultables sur un site dédié publié par Météo-France en novembre 2022.

### Milieux naturels et biodiversité

#### Natura 2000
La Dordogne est un site du réseau Natura 2000 limité aux départements de la Dordogne et de la Gironde, et qui concerne les 104 communes riveraines de la Dordogne, dont Bayon-sur-Gironde,. Seize espèces animales et une espèce végétale inscrites à l'annexe II de la directive 92/43/CEE de l'Union européenne y ont été répertoriées.
La ZSC "Estuaire de la Gironde" (FR7200677) est une autre zone Natura 2000.

#### ZNIEFF
Deux zones naturelles d'intérêt écologique, faunistique et floristique (ZNIEFF) concernent le territoire communal :
- la ZNIEFF de type 2 "Coteau du bord de Gironde, du Pain-de-Sucre à Roque-de-Thau"[15].
- la ZNIEFF de type 1 "Rives des Iles du Nord, Verte et Cazeau, Ile et vasière de Macau"[16].

## Urbanisme

### Typologie
Au 1er janvier 2024, Bayon-sur-Gironde est catégorisée commune rurale à habitat dispersé, selon la nouvelle grille communale de densité à sept niveaux définie par l'Insee en 2022.
Elle appartient à l'unité urbaine de Bourg, une agglomération intra-départementale regroupant sept  communes, dont elle est une commune de la banlieue,,. Par ailleurs la commune fait partie de l'aire d'attraction de Bordeaux, dont elle est une commune de la couronne,. Cette aire, qui regroupe 275 communes, est catégorisée dans les aires de 700 000 habitants ou plus (hors Paris),.

### Occupation des sols

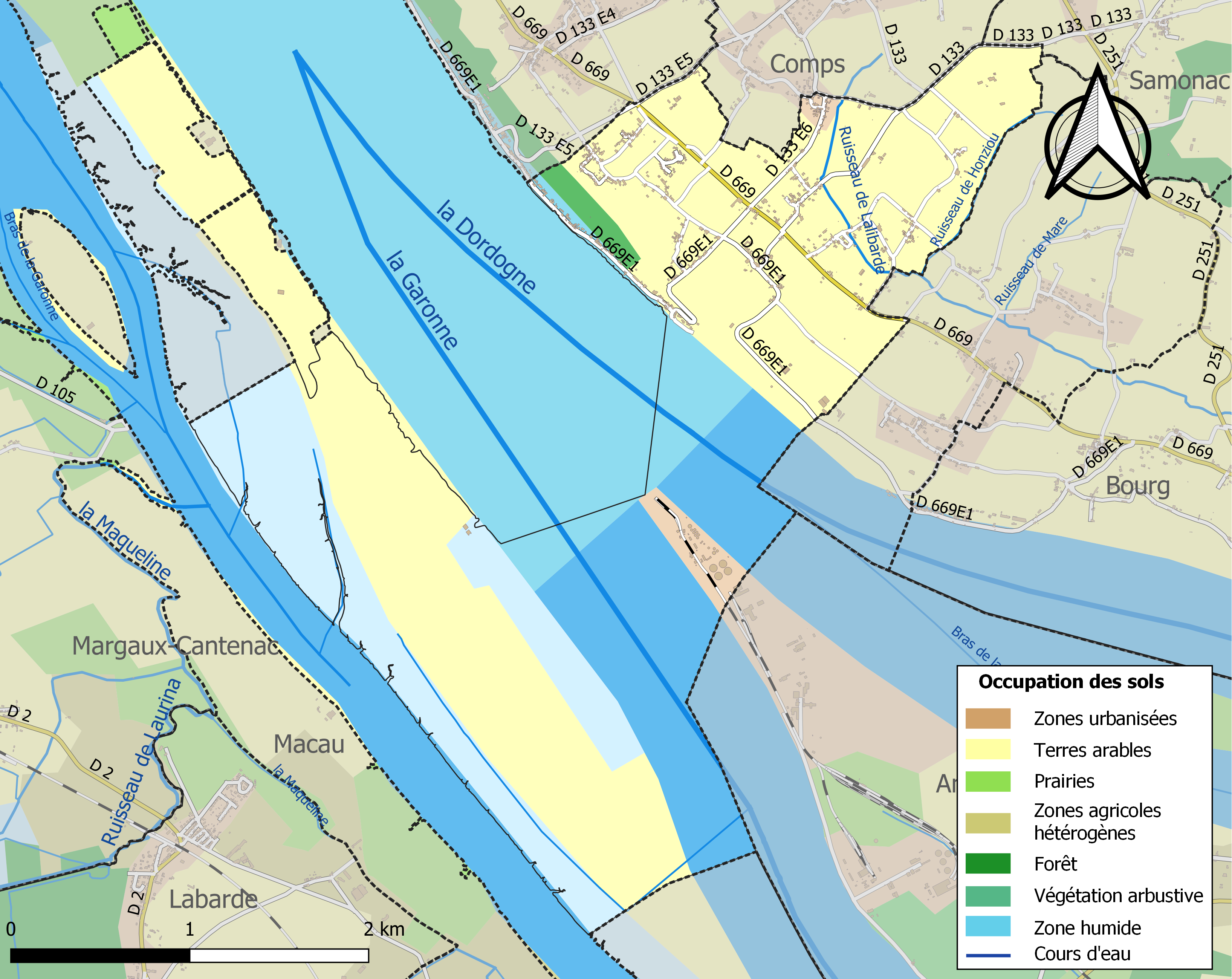
Carte des infrastructures et de l'occupation des sols de la commune en 2018 (CLC).

L'occupation des sols de la commune, telle qu'elle ressort de la base de données européenne d’occupation biophysique des sols Corine Land Cover (CLC), est marquée par l'importance des territoires agricoles (43,4 % en 2018), une proportion sensiblement équivalente à celle de 1990 (43,6 %). La répartition détaillée en 2018 est la suivante : 
cultures permanentes (25,6 %), eaux maritimes (24,7 %), terres arables (17,8 %), eaux continentales (16,8 %), zones humides côtières (12,8 %), zones industrielles ou commerciales et réseaux de communication (1,3 %), forêts (0,8 %), zones urbanisées (0,3 %). L'évolution de l’occupation des sols de la commune et de ses infrastructures peut être observée sur les différentes représentations cartographiques du territoire : la carte de Cassini (XVIIIe siècle), la carte d'état-major (1820-1866) et les cartes ou photos aériennes de l'IGN pour la période actuelle (1950 à aujourd'hui).

### Logement
La commune compte en 2016 un parc de 375 logements dont 318 résidences principales et 18 résidences secondaires ou logements occasionnels. Parmi ces résidences principales, 61% sont des constructions achevées avant 1945.

### Voies de communication et transports
La commune est desservie par :
- la RD669, reliant Blaye à Saint-André-de-Cubzac,
- la RD669E1, longeant la corniche en rive de l'estuaire, classée parmi les itinéraires touristiques pittoresques de Gironde[23]
- les RD133E6 et RD133E7, reliant son bourg à la RD133.

### Risques majeurs
La commune est concernée par:
- des risques technologiques liés à l'activité industrielle et au transport de matières dangereuses.
- les risques naturels d'inondations, de tempêtes, de mouvements de terrains (par éboulements de falaises, effondrements de carrières souterraines).
- le risque sismique de niveau 2 - faible.

La commune est couverte par :
- Le plan de prévention des risques technologiques (PPRT) Ambès Nord[25], approuvé en août 2018,
- Le plan de prévention des risques d'inondations (PPRI) de la Dordogne, Secteur Bourg - Izon, approuvé en mai 2005, en cours de révision
- Le PPRI de la Gironde, Secteur de la Presqu'île d'Ambès, approuvé en mai 2005, en cours de révision
- Le PPR Mouvements de terrain sur les communes de Bayon-sur-Gironde, Bourg, Gauriac, Prignac-et-Marcamps, Saint-Seurin-de-Bourg, Tauriac et Villeneuve, approuvé en juin 2014[26]

### Plans et schémas
La commune est couverte par un plan local d'urbanisme approuvé le 8 novembre 2012, ayant fait l'objet d'une modification simplifiée approuvée le 3 février 2020.
La commune est concernée par :
- le SCOT Haute Gironde[28],
- le PCAET de la communauté de communes Blaye[29]
- le SAGE Estuaire de la Gironde et milieux associés[30],
- le SAGE Nappes Profondes de Gironde[31],
- le SDAGE Adour-Garonne.

## Politique et administration
| Période                                  | Période  | Identité         | Étiquette | Qualité  |
| ---------------------------------------- | -------- | ---------------- | --------- | -------- |
| Les données manquantes sont à compléter. |          |                  |           |          |
|                                          |          |                  |           |          |
| 1977                                     | 2001     | Claude Broy      | PS        |          |
| 2001                                     | 2007     | Pierre Fournier  | Verts     |          |
| 2007                                     | 2014     | Christiane Pioda | DVG       |          |
| 2014 (réélu en mai 2020)                 | En cours | Hervé Gayrard    |           | Retraité |

## Démographie
L'évolution du nombre d'habitants est connue à travers les recensements de la population effectués dans la commune depuis 1793. Pour les communes de moins de 10 000 habitants, une enquête de recensement portant sur toute la population est réalisée tous les cinq ans, les populations de référence des années intermédiaires étant quant à elles estimées par interpolation ou extrapolation. Pour la commune, le premier recensement exhaustif entrant dans le cadre du nouveau dispositif a été réalisé en 2004.

En 2022, la commune comptait 737 habitants, en évolution de +5,89 % par rapport à 2016 (Gironde : +6,91 %, France hors Mayotte : +2,11 %).
| 1793  | 1800  | 1806  | 1821  | 1831  | 1836  | 1841  | 1846  | 1851  |
| ----- | ----- | ----- | ----- | ----- | ----- | ----- | ----- | ----- |
| 1 230 | 1 030 | 1 130 | 1 180 | 1 384 | 1 401 | 1 428 | 1 273 | 1 299 |

| 1856  | 1861  | 1866  | 1872  | 1876  | 1881  | 1886  | 1891  | 1896  |
| ----- | ----- | ----- | ----- | ----- | ----- | ----- | ----- | ----- |
| 1 228 | 1 256 | 1 214 | 1 150 | 1 131 | 1 065 | 1 081 | 1 089 | 1 006 |

| 1901 | 1906  | 1911 | 1921 | 1926 | 1931 | 1936 | 1946 | 1954 |
| ---- | ----- | ---- | ---- | ---- | ---- | ---- | ---- | ---- |
| 926  | 1 009 | 912  | 831  | 795  | 716  | 752  | 625  | 665  |

| 1962 | 1968 | 1975 | 1982 | 1990 | 1999 | 2004 | 2006 | 2009 |
| ---- | ---- | ---- | ---- | ---- | ---- | ---- | ---- | ---- |
| 713  | 759  | 746  | 736  | 747  | 747  | 726  | 706  | 712  |

| 2014 | 2019 | 2022 | - | - | - | - | - | - |
| ---- | ---- | ---- | - | - | - | - | - | - |
| 706  | 721  | 737  | - | - | - | - | - | - |

## Économie
Sur 47 établissements présents sur la commune à fin 2013, 32 % relevaient du secteur de l'agriculture (pour une moyenne de 6 % sur le département), 6 % du secteur de l'industrie, 9 % du secteur de la construction, 45 % de celui du commerce et des services et 9 % du secteur de l'administration et de la santé.
Les terres du plateau sont classées en AOC Côtes de Bourg et Bordeaux Supérieur. Les terres de la Grande Ile sont classées en AOC Bordeaux.

## Lieux et monuments

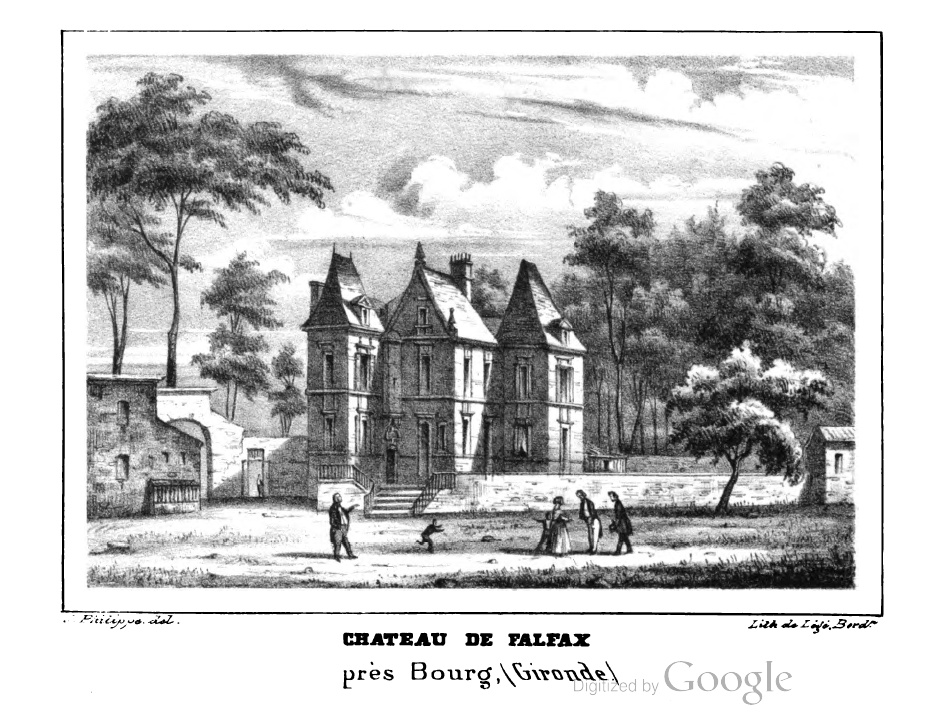
Château de Falfas (1842)

### Monuments et sites protégés
- Église Notre-Dame, église romane du XIIe siècle remaniée au XIXe[38].
- Château Falfas, château reconstruit au XVIIe siècle, MH inscrit par arrêté du 3 janvier 2008.
- Le site du Bras de Macau, incluant la Grande Île, inscrit par arrêté du 28 janvier 1981.
- La Corniche de la Gironde, site inscrit par arrêté du 15 avril 1983.

### Patrimoine local
Outre le Château de Falfas, plusieurs demeures d'origine viticole sont inventoriées :
- Château Tayac, reconstruit en 1892, domine l'estuaire,
- Château Eyquem, remanié au XXe siècle,
- Château Blissa, demeure reconstruite au XIXe siècle,
- Demeure de Tanesse, demeure reconstruite au XIXe siècle,
- Maison du Breuil, maison reconstruite au XIXe siècle,
- Maison de Côtes de Bellevue, maison reconstruite au XIXe siècle,
- Demeure des Ormeaux, construite à la fin du XIXe siècle ou au début du XXe siècle, domine l'estuaire.

Des éléments font partie du patrimoine local :
- Monument aux Morts
- Calvaire de la Croix de Millorit
- Cale de la Reuille

## Personnalités liées à la commune
- Jean Dumézil (1857-1929), né sur la commune, général de division, père de Georges Dumézil.
- Ludovic Gaurier (1875-1931), né sur la commune, prêtre, spéléologue et pyrénéiste.
- Marius de Buzon (1879-1958), né sur la commune, peintre français de l'École d'Alger, prix Abd-el-Tif 1913.